# Filibert II de Savoia
Filibert II de Savoia, anomenat el Bell, (Pont-d'Ain, Savoia 1480 - íd. 1504) fou el duc de Savoia entre 1497 i 1504.

## Antecedents familiars
Va néixer el 10 d'abril de 1480 a la població de Pont-d'Ain, situada avui en dia al departament francès de l'Ain però que en aquells moments formava part del Ducat de Savoia, sent fill primogènit del duc Felip II de Savoia i Margarida de Borbó. Era net per línia paterna del duc Lluís I de Savoia i Anna de Lusignan i per línia materna del duc Carles I de Borbó i Agnès de Borgonya. Fou germà, per part de pare, del també duc Carles III de Savoia
Morí el 10 de setembre de 1504 a la població de Pont-d'Ain i fou enterrat al monestir de Brou. A la seva mort sense fills fou succeït pel seu germà Carles III de Savoia.

## Núpcies i descendents
Es casà el 1496 amb Violant Lluïsa de Savoia, filla del duc Carles I de Savoia i Blanca de Montferrat. D'aquesta unió, però, no tingueren descedents.
Es casà, en segones núpcies, el 2 de desembre de 1501 a Romainmôtier (Vaud) amb Margarida d'Habsburg, filla de l'emperador Maximilià I del Sacre Imperi Romanogermànic i de la duquessa Maria de Borgonya. D'aquesta unió tampoc tingueren fills.

## Ascens al tron ducal
El 1496, per tal de legitimitzar la seva successió al capdavant del ducat de Savoia fou casat amb la seva cosina Violant Lluïsa de Savoia, filla del duc Carles I de Savoia, neta d'Amadeu IX de Savoia i Violant de Valois i autèntica hereva dels títols ducals a la mort del seu germà Carles II de Savoia, però que fou apartada del tron per part de Felip II.
El 1497, a la mort del seu pare, fou nomenat duc de Savoia i comte de Ginebra, però el 1499 morí Violant Lluïsa a l'edat de 12 anys sense haver-li donat un successor.
Per tal d'ampliar la seva aliança amb la Dinastia Habsburg, es casà el 1501 amb Margarida d'Habsburg, filla de l'emperador Maximilià I del Sacre Imperi Romanogermànic. Durant el seu mandat sofrí la invasió momentània de les tropes del rei Lluís XII de França, i l'ocupació del Ducat de Milà per part d'aquestes, quedant situat el Ducat de Savoia entre posicions franceses.